# أنتوني مونيوث
أنتوني مونيوث (بالإنجليزية: Anthony Muñoz)‏ هو لاعب كرة قدم أمريكية أمريكي، ولد في 19 أغسطس 1958 في أونتاريو في الولايات المتحدة.

## وصلات خارجية
- أنتوني مونيوث على موقع مرجع كرة القدم المحترفة.كوم (الإنجليزية)
- أنتوني مونيوث على موقع قاعة كاليفورنيا للمشاهير الرياضية (الإنجليزية)
- أنتوني مونيوث على موقع IMDb (الإنجليزية)
- أنتوني مونيوث على موقع الموسوعة البريطانية (الإنجليزية)
- أنتوني مونيوث على موقع إن إن دي بي (الإنجليزية)